# Elze Huls
Elze Huls (De Wijk, 14 oktober 1995) is een voormalig Nederlands voetbalspeelster. Ze kwam uit voor sc Heerenveen en stond voor het laatst onder contract bij SGS Essen in de Duitse Bundesliga.

## Clubcarrière
Huls debuteerde op 21 augustus 2015 voor sc Heerenveen door in de 53ste minuut in te vallen voor Nathalie van den Heuvel in een uitwedstrijd tegen Ajax. Ze kwam zes seizoenen uit voor de Friese club alvorens ze in 2022 de overstap maakte naar SG Essen-Schönebeck. Zonder een wedstrijd te hebben gespeeld in de Bundesliga, was ze door medische redenen gedwongen om haar contract te ontbinden. Dezelfde maand maakte ze eveneens bekend te stoppen met profvoetbal.

## Statistieken
| Seizoen | Club          | Land      | Competitie         | Wedstrijden | Doelpunten |
| ------- | ------------- | --------- | ------------------ | ----------- | ---------- |
| 2015/16 | sc Heerenveen | Nederland | Eredivisie         | 9           | 0          |
| 2016/17 | sc Heerenveen | Nederland | Eredivisie         | 7           | 2          |
| 2017/18 | sc Heerenveen | Nederland | Eredivisie         | 17          | 0          |
| 2018/19 | sc Heerenveen | Nederland | Eredivisie         | 6           | 0          |
| 2020/21 | sc Heerenveen | Nederland | Vrouwen Eredivisie | 13          | 1          |
| 2021/22 | sc Heerenveen | Nederland | Vrouwen Eredivisie | 16          | 1          |
| 2022/23 | SGS Essen     | Duitsland | Bundesliga         |             |            |
| 2022/23 | SGS Essen     | Duitsland | DFB-Pokal          |             |            |
| Totaal  | Totaal        | Totaal    | Totaal             | 68          | 4          |

Laatste update: 30 juni 2022

## Privé
Elze's zus Lieke Huls was ook profvoetbalster bij sc Heerenveen.